# Araeognatha subviolacea
Araeognatha subviolacea là một loài bướm đêm trong họ Noctuidae.